# Ntoum
Ntoum je městečko ležící asi 38 kilometrů na východ od Libreville. Okolo Ntoumu se vyskytují plantáže olejové palmy.
Město protíná silnice N1, která jde směrem z Libreville na Kango, Bifoun a Lambaréné. V centru městečka se nachází křižovatka, kde se N1 střetává se silnicí vedoucí na jižní pobřeží zátoky Estuaire du Gabon.